# Ewarton
Ewarton ist eine Kleinstadt im Landesinneren von Jamaika. Die Stadt befindet sich im County Middlesex im Parish Saint Catherine. Im Jahr 2010 hatte Ewarton eine Einwohnerzahl von 14.096 Menschen. Die Herkunft des Namens Ewarton ist ungewiss. Am wahrscheinlichsten ist eine Verbindung aus dem Familiennamen Ewart und dem Kreol-Wort Ton (Town=Stadt).

## Kirchen
In Ewarton befinden sich Kirchen von zehn verschiedenen Christlichen Glaubensrichtungen: die Siebenten-Tags-Adventisten, die Anglikanische Kirche, die Baptisten, die Church of Christ, die Church of God of Prophecy, die Gospel Hall, das Gospel Lighthouse, die King Chapel, die Methodisten und die römisch-katholische Kirche (St. Catherine von Siena).

## Wirtschaft
Der größte Arbeitgeber der Stadt ist die ALCAN Bauxite-Alumina Plant. Die Firma besitzt östlich der Stadt eines der größten Bauxit-Tagebaue Jamaikas. In Ewarton gibt es drei große Supermärkte, zwei Tankstellen und ein Bäcker, jedoch gibt es im gesamten Ort nur ein öffentliches Telefon. In Ewarton gibt es keine Zweigstelle der St. Catherine Parish-Bibliothek, aber ein Bücherbus besucht die Stadt in regelmäßigen Abständen.
Von 1885 bis 1947 gab es eine direkte Bahnverbindung von Ewarton nach Spanish Town.:S. 5 Der Bahnhof wurde 1947 wegen mangelnder Rentabilität geschlossen.:S. 15

## Söhne und Töchter der Stadt
- Greg Meghoo (* 1965), jamaikanischer Sprinter, Silbermedaillengewinner bei den Olympischen Spielen 1984